# Russische Meisterschaften im Skispringen 2019
Die russischen Meisterschaften im Skispringen 2019 fanden vom 10. bis 15. Januar und vom 26. März bis zum 1. April in Tschaikowski auf der Schanzenanlage Sneschinka statt. Die Männer trugen zwei Einzelspringen sowie ein Teamspringen aus, wohingegen bei den Frauen lediglich eine Meisterin von der Normalschanze gekürt wurde. Darüber hinaus wurde ein Mixed-Team-Wettkampf abgehalten. Veranstalter war der russische Skiverband für Skispringen und die Nordische Kombination. Als Technischer Delegierter fungierte Ildar Garifullin. Der Oblast Moskau war bei allen Wettbewerben siegreich und somit mit fünf Meistertiteln das erfolgreichste Föderationssubjekt. Jewgeni Klimow, der zu Beginn der Saison im November 2018 den ersten russischen Weltcup-Sieg eines Mannes einfuhr, gewann beide Einzelspringen der Herren. Bei den Frauen war Irina Awwakumowa siegreich.

## Austragungsort
| \| Tschaikowski \|                  |
| Lage des Wettkampfortes in Russland |
| Tschaikowski                        |

| Tschaikowski |

## Programm und Zeitplan
Das Programm der Meisterschaften umfasste zwei Einzel- und ein Teambewerb bei den Männern sowie ein Einzelspringen bei den Frauen. Darüber hinaus wurde ein Mixed-Team-Wettbewerb abgehalten.
| Datum           | Uhrzeit      | Ereignis                  | Geschlecht |
| --------------- | ------------ | ------------------------- | ---------- |
| Do., 10. Januar |              | Anreisetag                |            |
| Do., 10. Januar | 16:00        | Kommissionssitzung        |            |
| Do., 10. Januar | 17:00        | Mannschaftsführersitzung  |            |
| Do., 10. Januar | 18:00        | Jurysitzung               |            |
| Fr., 11. Januar | 15:00        | Offizielles Training K95  | Männer     |
| Fr., 11. Januar | 17:30        | Qualifikation K95         | Männer     |
| Fr., 11. Januar | 19:00        | Einzel K95                | Männer     |
| Fr., 11. Januar | anschließend | Siegerehrung              | Männer     |
| Fr., 11. Januar | 21:00        | Jurysitzung               |            |
| Sa., 12. Januar | 13:00        | Offizielles Training K125 | Männer     |
| Sa., 12. Januar | 14:00        | Qualifikation K125        | Männer     |
| Sa., 12. Januar | 18:30        | Jurysitzung               |            |
| So., 13. Januar | 13:00        | Probedurchgang K125       | Männer     |
| So., 13. Januar | 14:00        | Einzel K125               | Männer     |
| So., 13. Januar | anschließend | Siegerehrung              | Männer     |
| So., 13. Januar | 19:00        | Jurysitzung               |            |
| Mo., 14. Januar | 11:00        | Trainerberatungen         |            |
| Di., 15. Januar |              | Abreisetag                |            |

| Datum         | Uhrzeit      | Ereignis                  | Geschlecht      |
| ------------- | ------------ | ------------------------- | --------------- |
| Di., 26. März |              | Anreisetag                |                 |
| Di., 26. März | 16:00        | Kommissionssitzung        |                 |
| Di., 26. März | 17:00        | Mannschaftsführersitzung  |                 |
| Di., 26. März | 17:30        | Jurysitzung               |                 |
| Mi., 27. März | 10:00        | Offizielles Training K95  | Frauen & Männer |
| Mi., 27. März | 21:00        | Jurysitzung               |                 |
| Do., 28. März | 10:00        | Einzel K95                | Frauen          |
| Do., 28. März | 15:00        | Jurysitzung               |                 |
| Fr., 29. März | 10:00        | Mixed-Team K95            | Frauen & Männer |
| Fr., 29. März | anschließend | Siegerehrung              | Frauen & Männer |
| Fr., 29. März | 15:00        | Trainerberatungen         | Frauen          |
| Fr., 29. März | 16:00        | Jurysitzung               |                 |
| Sa., 30. März | 10:00        | Offizielles Trainung K125 | Männer          |
| Sa., 30. März | 15:00        | Trainerberatungen         | Männer          |
| Sa., 30. März | 16:00        | Jurysitzung               |                 |
| So., 31. März | 10:00        | Team K125                 | Männer          |
| So., 31. März | anschließend | Siegerehrung              | Männer          |
| Mo., 1. April |              | Abreisetag                |                 |

## Ergebnisse

### Frauen
Der Einzelwettkampf der Frauen fand am 28. März von der Normalschanze statt. Beide Durchgänge wurden aus der Startluke 24 abgehalten. Es kamen 24 Skispringerinnen in die Wertung. Irina Awwakumowa wurde mit deutlichem Vorsprung russische Meisterin. Hinter ihr reihte sich Sofija Tichonowa ein, die nach dem ersten Durchgang noch auf Rang sieben gelegen hatte. Die Konstruktionspunktweite von 95 Metern wurde von keiner Athletin erreicht. Der Wettbewerb fand unter Rückenwindbedingungen statt.
| Platz | Name                | Föderationssubjekt | Weite 1 | Weite 2 | Punkte |
| ----- | ------------------- | ------------------ | ------- | ------- | ------ |
| 01.   | Irina Awwakumowa    | Oblast Moskau      | 089,5   | 092,0   | 218,3  |
| 02.   | Sofija Tichonowa    | Sankt Petersburg   | 085,5   | 093,0   | 202,7  |
| 03.   | Lidija Jakowlewa    | Sankt Petersburg   | 086,0   | 088,0   | 200,3  |
| 04.   | Xenija Kablukowa    | Region Perm        | 085,5   | 086,0   | 195,9  |
| 05.   | Alexandra Kustowa   | Oblast Moskau      | 087,5   | 084,5   | 195,8  |
| 06.   | Anna Schpynjowa     | Sankt Petersburg   | 083,5   | 089,0   | 194,9  |
| 07.   | Alexandra Baranzewa | Oblast Moskau      | 086,5   | 083,5   | 187,8  |
| 08.   | Alina Borodina      | Oblast Swerdlowsk  | 080,5   | 081,5   | 170,1  |
| 09.   | Glafira Noskowa     | Region Perm        | 081,0   | 077,0   | 159,7  |
| 10.   | Anna Schukowa       | Oblast Moskau      | 074,0   | 075,0   | 138,0  |

### Männer

#### Normalschanze

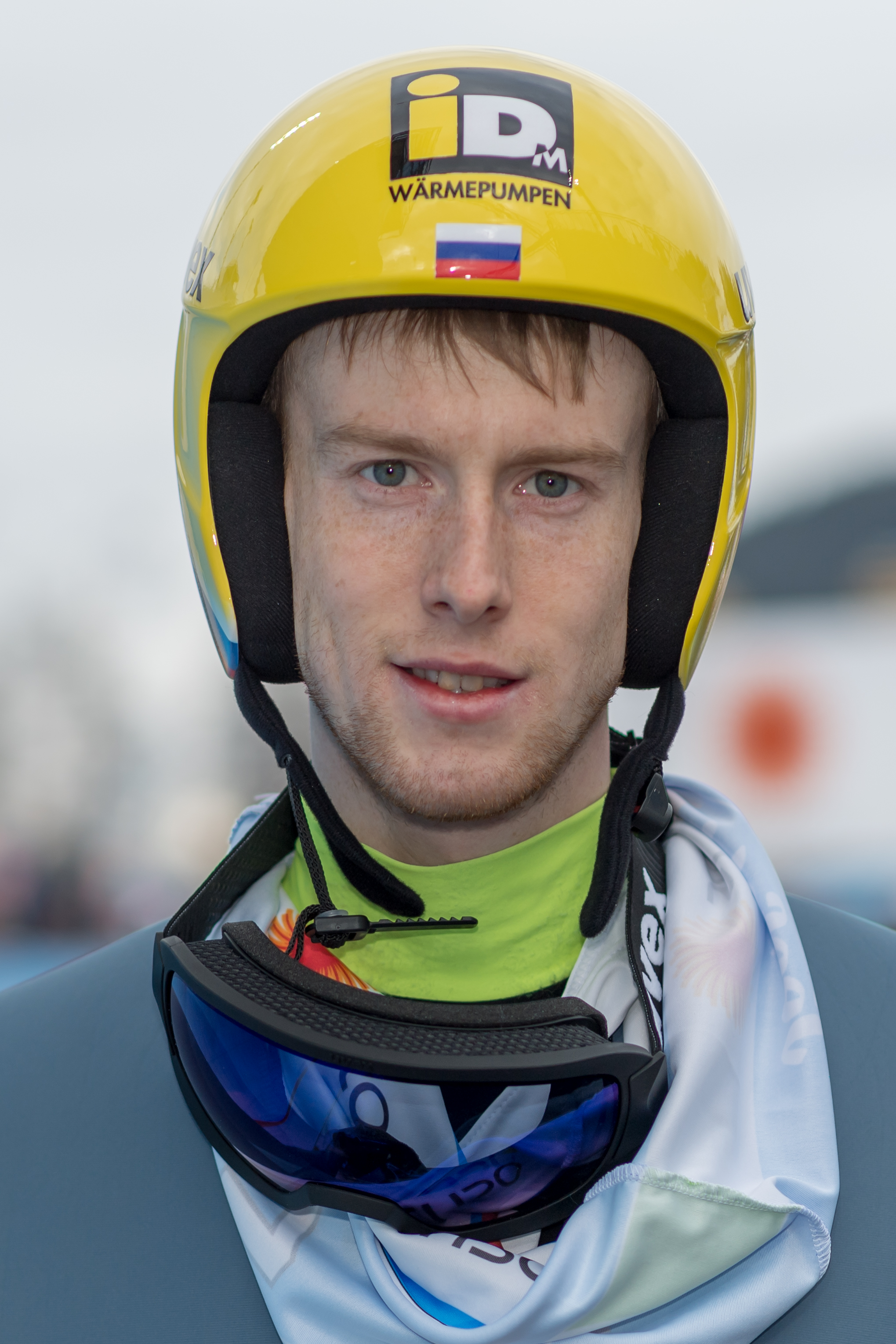
Russischer Meister Jewgeni Klimow (2019)

Das Einzelspringen von der Normalschanze fand am 11. Januar 2019 statt. Obwohl zeitgleich Wettbewerbe im Skisprung-Weltcup stattfanden, waren alle russischen Spitzenathleten in Tschaikowski am Start. Russischer Meister wurde Jewgeni Klimow, der zwar nach dem ersten Durchgang nur auf dem dritten Rang lag, im Finaldurchgang aber mit 105,5 Metern den mit Abstand weitesten Sprung des Tages zeigte und schließlich mit großem Vorsprung gewann. Mit dem 15-jährigen Danil Sadrejew sprang einer der jüngsten Teilnehmer unter die besten Zehn. Es waren 64 Skispringer gemeldet, jedoch gingen deren fünf nicht an den Start und sechs weitere wurden disqualifiziert. Das Starterfeld wurde nach dem ersten Durchgang auf 30 reduziert. Der Wettbewerb wurde in beiden Durchgängen aus der Startluke 15 durchgeführt. Lediglich für den ersten Sprung Jewgeni Klimows wurde der Anlauf um zwei Luken verkürzt.
| Platz | Name                  | Föderationssubjekt      | Weite 1 | Weite 2 | Punkte |
| ----- | --------------------- | ----------------------- | ------- | ------- | ------ |
| 01.   | Jewgeni Klimow        | Oblast Moskau           | 090,0   | 105,5   | 250,3  |
| 02.   | Michail Maximotschkin | Oblast Nischni Nowgorod | 097,5   | 096,5   | 236,9  |
| 03.   | Roman Trofimow        | Oblast Nischni Nowgorod | 092,5   | 091,0   | 218,8  |
| 04.   | Alexander Baschenow   | Oblast Sachalin         | 089,0   | 093,5   | 216,0  |
| 05.   | Maxim Sergejew        | Republik Tatarstan      | 089,5   | 093,0   | 215,5  |
| 06.   | Wladislaw Bojarinzew  | Sankt Petersburg        | 089,0   | 087,5   | 202,9  |
| 07.   | Michail Nasarow       | Oblast Moskau           | 085,0   | 086,5   | 200,9  |
| 08.   | Danil Sadrejew        | Republik Tatarstan      | 086,5   | 086,0   | 197,7  |
| 09.   | Michail Purtow        | Oblast Swerdlowsk       | 085,0   | 086,0   | 197,2  |
| 10.   | Denis Kornilow        | Oblast Nischni Nowgorod | 081,0   | 086,0   | 195,7  |

#### Großschanze
Das Einzelspringen von der Großschanze fand am 13. Januar 2019 statt. Russischer Meister wurde Jewgeni Klimow, der den Wettbewerb dominierte und als einziger Athlet über Hillsize sprang, wenngleich er keinen Telemark mehr setzen konnte. Dmitri Wassiljew lag nach dem ersten Durchgang auf Rang zwei, verpasste allerdings nach einem kurzen Sprung im Finaldurchgang die Medaillenränge. Der achtplatzierte von der Normalschanze Danil Sadrejew wurde wie zwei weitere Skispringer disqualifiziert. Es waren insgesamt 55 Skispringer gemeldet. Der Wettbewerb wurde aus den Startluke 13, zwölf und elf durchgeführt.
| Platz | Name                  | Föderationssubjekt      | Weite 1 | Weite 2 | Punkte |
| ----- | --------------------- | ----------------------- | ------- | ------- | ------ |
| 01.   | Jewgeni Klimow        | Oblast Moskau           | 141,5   | 131,5   | 272,3  |
| 02.   | Roman Trofimow        | Oblast Nischni Nowgorod | 129,0   | 112,0   | 210,9  |
| 03.   | Michail Maximotschkin | Oblast Nischni Nowgorod | 121,0   | 118,0   | 206,6  |
| 04.   | Jegor Ussatschow      | Region Perm             | 123,0   | 116,0   | 204,6  |
| 05.   | Alexander Baschenow   | Oblast Sachalin         | 126,5   | 101,5   | 199,4  |
| 06.   | Dmitri Wassiljew      | Oblast Moskau           | 136,5   | 100,5   | 198,6  |
| 07.   | Michail Nasarow       | Oblast Moskau           | 122,5   | 111,5   | 198,0  |
| 08.   | Alexander Sardyko     | Oblast Nischni Nowgorod | 113,0   | 117,5   | 188,2  |
| 09.   | Ilmir Chasetdinow     | Oblast Moskau           | 109,5   | 122,5   | 186,7  |
| 10.   | Denis Kornilow        | Oblast Nischni Nowgorod | 118,0   | 110,5   | 184,2  |

#### Team
Das Teamspringen der Männer fand zum Abschluss der Meisterschaften am 31. März auf der Großschanze statt. Es nahmen zehn Teams aus acht subnationalen Einheiten am Wettkampf teil. Es wechselten sich Aufwind- und Rückenwindphasen ab. Die Spannweite reichte von 16,1 Pluspunkten für Artjom Redschepow im Finaldurchgang bis hin zu 10,2 Punkten Abzug für Roman Trofimow.
| Platz | Team                       | Namen                                                                 | Weite 1                 | Weite 2                 | Punkte |
| ----- | -------------------------- | --------------------------------------------------------------------- | ----------------------- | ----------------------- | ------ |
| 01.   | Oblast Moskau I            | Nikolai Matawin Michail Nasarow Ilmir Chasetdinow Dmitri Wassiljew    | 123,5 126,0 130,0 134,0 | 116,0 129,0 124,0 125,5 | 902,8  |
| 02.   | Oblast Nischni Nowgorod I  | Denis Kornilow Alexander Sardyko Michail Maximotschkin Roman Trofimow | 122,0 086,5 117,5 119,0 | 125,0 116,5 113,0 130,5 | 755,4  |
| 03.   | Republik Tatarstan         | Artjom Redschepow Alexander Loginow Danil Sadrejew Maxim Sergejew     | 093,5 110,5 126,5 123,0 | 093,5 100,5 117,0 133,0 | 697,3  |
| 04.   | Oblast Swerdlowsk          | Bogdan Michailez Ilja Mankow Wadim Schischkin Michail Purtow          | 088,5 105,0 104,5 124,0 | 090,0 113,5 107,5 130,5 | 624,9  |
| 05.   | Oblast Nischni Nowgorod II | Iwan Lanin Wassili Negrebezki Alexander Schuwalow Michail Scherstnew  | 111,0 109,0 104,5 102,0 | 096,0 110,0 103,0 098,0 | 556,3  |

### Mixed
Das Mixed-Teamspringen fand am 29. März auf der Normalschanze statt. Es waren 10 Teams aus sechs subnationalen Einheiten Russlands sowie ein außer Konkurrenz startendes Team gemeldet. Russischer Meister wurde das erste Team aus dem Oblast Moskau, das bereits bei sechs Austragungen zum vierten Mal den Titel gewann. Das Springen war von guten Windverhältnissen geprägt.
| Platz | Team                | Namen                                                                        | Weite 1                 | Weite 2                 | Punkte |
| ----- | ------------------- | ---------------------------------------------------------------------------- | ----------------------- | ----------------------- | ------ |
| 01.   | Oblast Moskau I     | Irina Awwakumowa Michail Nasarow Alexandra Kustowa Ilmir Chasetdinow         | 090,5 100,0 092,0 094,0 | 098,0 089,0 091,5 101,5 | 827,4  |
| 02.   | Sankt Petersburg I  | Lidija Jakowlewa Alexander Martschukow Sofija Tichonowa Wladislaw Bojarinzew | 085,5 087,0 091,5 079,0 | 084,0 079,0 090,5 083,5 | 673,9  |
| 03.   | Region Perm I       | Glafira Noskowa Wladislaw Mustafin Xenija Kablukowa Jegor Ussatschew         | 075,0 083,5 087,0 087,5 | 069,5 072,5 085,0 089,0 | 602,5  |
| 04.   | Oblast Swerdlowsk I | Kristina Prokopjewa Ilja Mankow Alina Borodina Michail Purtow                | 073,0 084,5 082,0 085,5 | 070,5 078,5 079,0 089,0 | 574,7  |
| 05.   | Sankt Petersburg II | Anastassija Repina Daniil Schtschogolew Anna Schpynjowa Fjodor Tschischow    | 067,0 077,5 095,5 074,5 | 068,0 074,0 089,5 082,0 | 540,8  |

## Medaillenspiegel
| Platz | Föderationssubjekt      |   |   |   |    |
| ----- | ----------------------- | - | - | - | -- |
| 1     | Oblast Moskau           | 5 | 0 | 0 | 5  |
| 2     | Oblast Nischni Nowgorod | 0 | 3 | 2 | 5  |
| 3     | Sankt Petersburg        | 0 | 2 | 1 | 3  |
| 4     | Republik Tatarstan      | 0 | 0 | 1 | 1  |
|       | Region Perm             | 0 | 0 | 1 | 1  |
| Total | Total                   | 5 | 5 | 5 | 15 |